# کورتارولو
کورتارولو (به ایتالیایی: Curtarolo) یک کومونه در ایتالیا است که در استان پادووا واقع شده‌است.

## خصوصیات
کورتارولو ۱۴٫۹ کیلومترمربع مساحت و ۶٬۷۷۵ نفر جمعیت دارد و ۲۰ متر بالاتر از سطح دریا واقع شده‌است.